# NGC 6825
NGC 6825 is een compact sterrenstelsel in het sterrenbeeld Draak. Het hemelobject werd op 18 september 1884 ontdekt door de Amerikaanse astronoom Edward D. Swift.

## Synoniemen
- ZWG 324.1
- 7ZW 906
- PGC 63535